# Інтерколумній

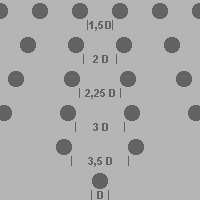
Стандарти інтерколумнію

Інтерколу́мній (лат. intercolumnium) — відстань між сусідніми колонами у колонаді або портику в ордерній архітектурі.

## Стандарти інтерколумнію
Вітрувій встановив такі стандарти для інтерколумнію:
- пікностиль — 1,5 діаметри колони;
- систиль — 2 діаметри;
- евстиль — 2,25 діаметри, Вітрувій вважав таке співвідношення ідеальним;
- діастиль — 3 діаметри;
- ареостиль — чотири або більше діаметри, які вимагають дерев'яного архітрава замість кам'яного;
- ареосістиль — проміжний між ареостилем та сістилем.